# Szingaléz nyelv
A szingaléz nyelv (සිංහල, siṁhala, szimhala) az indoárja nyelvek csoportjába tartozó nyelv, a szingaléz nép anyanyelve, akik Srí Lanka legnagyobb etnikai csoportját alkotják; több mint 16 millió ember beszéli, mintegy 12 millióan anyanyelvként. Srí Lanka szigetén második nyelvként más etnikai csoportok is beszélik (összesen mintegy 3 millió ember). Az indoeurópai nyelvek indoárja ágához tartozik. Srí Lanka egyik hivatalos nyelve. A szingaléz a páli nyelv mellett, jelentős szerepet játszott a théraváda buddhista irodalom fejlődésében.
Viszonylag korán, az i. e. 1. évezred közepén elkülönült az indoárja nyelvektől. A 13. század óta folyamatosan fejlődő  irodalmi nyelv nagymértékben eltér a köznyelvtől. A mahl, malki vagy deivehi (divehli) a Maldív-szigetek hivatalos nyelve ezt a Minicoy szigeten is beszélik.
A szingaléz nyelv saját írásrendszerrel rendelkezik, ez a szingaléz írás, amely az ősi indiai bráhmi írásból származtatható. A legrégebbi szingaléz nyelvű feliratok a Kr. e. 6. századból maradtak fenn cserépedényeken, a legrégebbi fennmaradt irodalmi művek a Kr.u 9. században keletkezetek.

## Jellemzői
Agglutináló nyelv. A névszóragozásban és mutató névmásokban  megkülönbözteti az élőlényeket és az élettelen dolgokat. A mutató névmásokban ezen túlmenően a nemeket is. Szókincsét jelentősen befolyásolta a dravida, elsősorban a tamil nyelvi környezet.